# Lepsény
Lepsény è un comune dell'Ungheria di 3.228 abitanti (dati 2001). È situato nella contea di Fejér.